# Batrachorhina descarpentriesi
Batrachorhina descarpentriesi là một loài bọ cánh cứng trong họ Cerambycidae.